# Blossia fimbriata
Espèce
Blossia fimbriata est une espèce de solifuges de la famille des Daesiidae.

## Distribution
Cette espèce est endémique de Namibie.

## Description
Le mâle mesure 8 mm.

## Publication originale
- Kraepelin, 1914 : Skorpione und Solifugae. Beiträge zur Kenntniss der Land- und Süsswasserfauna Deutsch-Südwestafrikas. Ergebnisse der Hamburger deutsch-südwestafrikanischen Studienreise 1911, vol. 1, p. 107-136 (texte intégral).